# Maison Saint-Jean
La Maison Saint-Jean, ancienne propriété Chénier dite de la Belle Levantine, est une maison de maître du début de XIXe siècle. 
Cette maison de maître (façades et toitures) fait l’objet d’une inscription au titre des monuments historiques depuis le 21 novembre 1973.

## Histoire

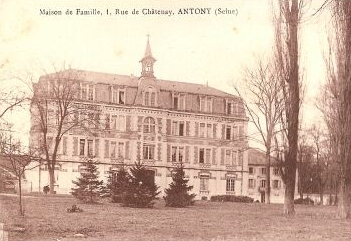
La maison Chénier (carte postale ancienne)

Ce bâtiment a été construit par Louis-Sauveur Chénier, fils cadet de Louis Chénier, et frère d'André Chénier sur les plans de l'architecte Georges Auguste Ranchon. En 1820, cette maison est achetée par Jean-Charles Persil, ministre de Louis-Philippe, qui y meurt en 1870. Elle appartient aujourd'hui à la Fondation marianiste.
Deux personnalités marianistes importantes y séjournent. Le 27 août 1925, dans la chapelle de la maison, le futur martyr Jakob Gapp s'engage définitivement dans la Société de Marie (Marianistes) en prononçant ses vœux perpétuels. Fin juin 1962, le jeune Faustino Pérez-Manglano campe dans le parc au cours d'un séjour organisé par son collège, Santa Maria del Pilar de Valence.